# Pero Pajk
Slovenski esejist, literarni zgodovinar in prešernoslovec.
Rojen je leta 1908, † 1932.

## Delo
Časopisni članek Besedna naloga iz živalstva, objavljena junija 1919, v reviji Zvonček (Ljubljana).
Prispevek Knjiga in čitatelj, v peti številki leposlovne revije Modra ptica, iz leta 1930.
Separat O Prešernu, izdan pri Ljubljanskem zvonu (Ljubljana).